# Оскорушно
42°59′ пн. ш. 17°18′ сх. д. / 42.98° пн. ш. 17.30° сх. д.
Оскорушно (хорв. Oskorušno) — населений пункт у Хорватії, у Дубровницько-Неретванській жупанії у складі громади Оребич.

## Населення
Населення за даними перепису 2011 року становило 101 осіб.
Динаміка чисельності населення поселення: